# Isaac Roberts
Pour les articles homonymes, voir Roberts.
Isaac Roberts (né le 27 janvier 1829 à Groes dans le Denbighshire, mort le 17 juillet 1904 à Crowborough) est un ingénieur britannique qui se tourne vers l'astronomie durant la fin de sa carrière. Il devient également un pionnier de la photographie de nébuleuses.

## Biographie
Fils de William Roberts, un fermier, Isaac Roberts est né à Groes, dans le Denbighshire au pays de Galles, le 27 janvier 1829. Il passe une partie de son enfance à Groes avant que sa famille ne déménage pour Liverpool. Il devient apprenti en 1844 dans une firme de constructions mécaniques John Johnson & Son qui devient plus tard Johnson and Robinson. En 1847 il devient associé de la firme tout en étudiant la nuit. Quand Peter Robinson meurt en 1855, Roberts devient le directeur de la société. Au moment où l'autre associé, John Johnson, meurt, Roberts est chargé des affaires et des contrats. En 1859 il crée sa propre société et est bientôt rejoint par J. J. Robinson, le fils de son ancien patron. La firme s'appelle Roberts and Robinson. Roberts se retire en 1888 avec les moyens suffisants pour poursuivre une carrière scientifique.
Il se marie une première fois en 1875 avec Ellen Anne et une seconde fois avec l'astronome Dorothea Roberts née Klumpke en 1901. Il est élu membre de la Royal Society en 1890. En 1895 il reçoit la médaille d'or de la Royal Astronomical Society.
Roberts meurt à Crowborough dans le Sussex le 17 juillet 1904 à 75 ans. Ses cendres sont enterrées à Crowborough pendant cinq ans avant d'être rapatriées au cimetière de Flaybrick Hill à Birkenhead en Angleterre du Nord-Ouest. Il a été un supporter de son pays natal, le Pays de Galles, et a continué à utiliser le gallois durant toute sa vie. Il laisse un montant substantiel d'argent aux écoles de Cardiff, Bangor et Liverpool. Le reste, ainsi que son équipement astronomique, allant à sa femme Dorothea Klumpke-Roberts.
Un cratère sur la Lune porte son nom.

## Carrière scientifique

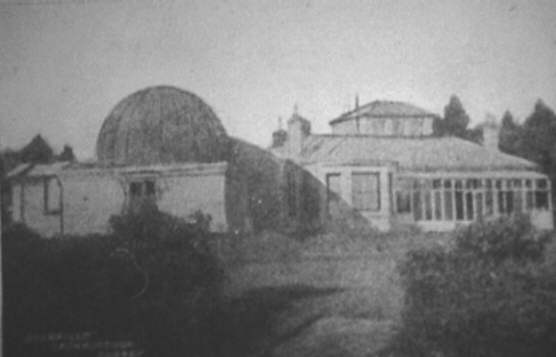
Starfield : l'observatoire Isaac-Roberts, Crowborough, Sussex

Roberts est attiré par de nombreux domaines scientifiques. C'est d'abord à la géologie qu'il s'intéresse sérieusement. Il écrit plusieurs articles et devient membre de la Société géologique mais c'est en astronomie qu'il va produire ses plus gros apports.

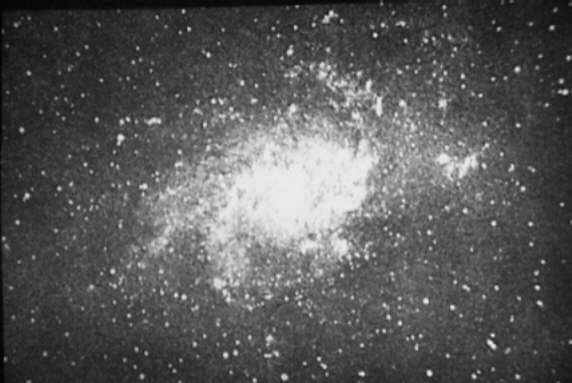
M33 de nos jours nommée galaxie du Triangle

Dès 1878, il possède une lunette astronomique de 7 pouces qu'il utilise pour des observations visuelles. En 1883 il se tourne vers le domaine qui va devenir son champ de prédilection, l'astrophotographie. Il débute avec des objectifs pour portrait d'une ouverture de {\displaystyle {\begin{matrix}{\frac {3}{8}}\end{matrix}}} à 8 pouces. Après avoir comparé ses résultats avec ceux obtenus par Andrew Ainslie Common, il s'achète un télescope de 20 pouces en 1885 qui lui permet de faire des progrès significatifs dans le domaine alors en plein développement de l'astrophotographie.
Certains objets du ciel profond ne sont pas assez lumineux pour être vus par les télescopes ordinaires. Toutefois, ils peuvent être révélés en utilisant une plaque photographique si le temps de pose est suffisamment long. Les longs temps de pose entraînent leurs propres problèmes, il faut suivre le déplacement apparent de l'objet dû à la rotation de la Terre et le suivi doit être très précis pour éviter des images floues. Roberts résout ce problème en combinant son télescope de 7 pouces et celui de 20 pouces, la photo est prise à la focale du miroir du 20 pouces, le 7 pouces sert à effectuer le suivi de l'objet photographié.

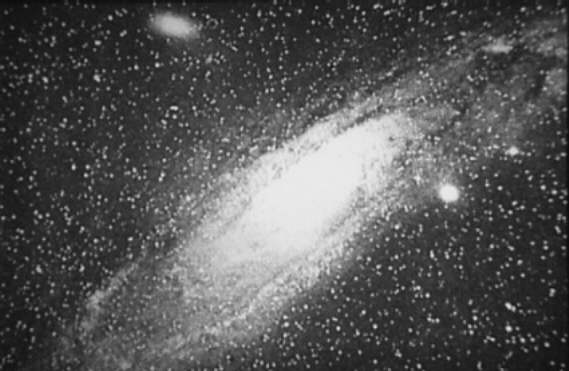
La grande nébuleuse d'Andromède par Isaac Roberts.

En janvier 1886, Roberts, qui est alors président de la Société d'astronomie de Liverpool, a pris plus de deux cents photographies d'étoiles, des photos de la nébuleuse d'Orion, de la nébuleuse d'Andromède et des Pléiades. La photo la plus connue de Roberts est celle de la galaxie d'Andromède. À l'époque, seule une nébulosité avait pu être observée, la photographie de Roberts montre pour la première fois la structure spirale. Il publie plusieurs de ces photographies dans le livre A Selection of Photographs of Stars, Star-clusters and Nebulae, en deux volumes (le premier en 1893 et le second en 1899).
Roberts invente aussi une machine appelée pantographe stellaire pour transférer mécaniquement un négatif photographique sur une plaque de cuivre.

## Honneur
L'astéroïde (209552) Isaacroberts est nommé en son honneur.